# DHK Latgale
Le DHK Latgale (Daugavpils pilsētas hokeja klubs) est un club de hockey sur glace de Daugavpils en Lettonie. Il évolue dans le Latvijas čempionāts, l'élite lettone.

## Historique
Le club est créé en 2000. Après 12 ans d'existence, le club est dissout en 2012. L'année suivante, un nouveau club voit le jour à Daugavpils le HK Dinaburga.

## Palmarès
- Aucun titre.